# Therese Eissl

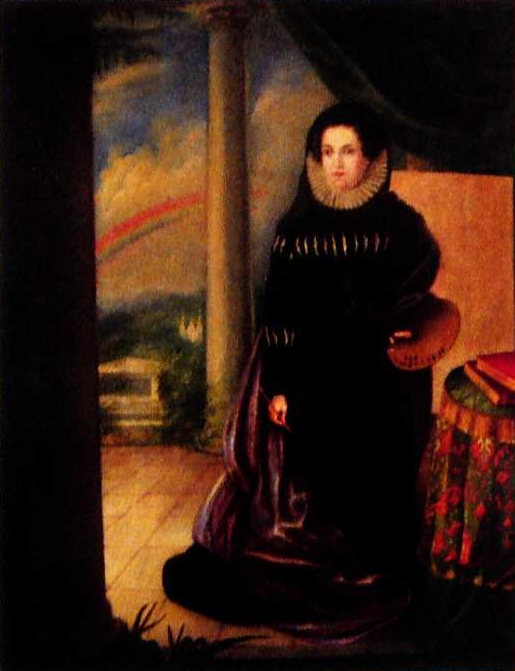
Selbstporträt (1829)

Therese Eissl, geb. Oberndorfer (* 28. Juni 1784 in Wiener Neustadt; † nach 1849), war eine österreichische Malerin.

## Leben
Therese Oberndorfer war eine Tochter des Postmeisters Ignaz Oberndorfer und dessen Ehefrau Klara, geb. Pfassl. Sie wurde 1784 (nach älteren Quellen 1792) im niederösterreichischen Wiener Neustadt geboren. Ihre Mutter verstarb bei ihrer Geburt und ihr Vater, als sie noch ein Kind war (1796). Die Familie war wohlhabend. Therese erhielt zusammen mit ihrer Schwester Anna Maria Oberndorfer zunächst Privatunterricht und ersten Zeichenunterricht bei ihrer Gouvernante. Als Erzieherin wurde eine Schwester des Feldzeugmeisters Anton von Zach bestellt. Nach dem Tod des Vaters kamen die Mädchen in einem Wiener Pensionat unter. Später erhielten sie Privatunterricht bei einer Hofagentenwitwe in Wien. Als Anna Maria Oberndorfer den Bibliothekar Markus Sandmann heiratete, zog Therese Oberndorfer mit ihr nach Graz.
1814 heiratete Therese Oberdorfer den Ökonomen, Gelehrten und Gutsverwalter Mathias Eissl (1776–1821). Mit ihm zog sie zunächst nach Ernstbrunn, wo als er Güterinspektor für den Grafen Sinzendorf arbeitete. Durch ihn ermuntert, wandte sie sich in dieser Zeit neben der Haushaltsführung verstärkt der Kunst zu und malte unter anderem eine Landschaft aus Piemont. Später trat Mathias Eissl in den Dienst des Grafen Hartig und zog mit ihr in die böhmische Stadt Niemes. Dort starb er 1821 mit 45 Jahren.
Therese Eissl kehrte nach Graz zurück und beschloss, sich ihren Lebensunterhalt mit der Malerei zu verdienen. Sie brachte sich autodidaktisch die Ölmalerei bei, indem sie Werke anderer Künstler kopierte. Mit Hilfe eines Lotteriegewinns konnte sie 1827/1828 eine Kunstreise über Prag nach Dresden unternehmen. In der dortigen Galerie kopierte sie berühmte Meister für deutsche, russische und skandinavische Auftraggeber. Im Frühjahr 1828 wurde Johann Wolfgang von Goethe auf sie aufmerksam, mit dem sie ab dem 6. April in eine Korrespondenz trat, in deren Verlauf er ihr Bildthemen vorschlug und um ein Selbstporträt bat. Letzterem Wunsch kam Eissl am 15. August 1829 nach, ein mit Goethe geplantes Gemälde setzte sie jedoch nicht um.
1828 kam Eissl nach Graz zurück. Sie nutzte ihre Wohnung für Ausstellungen und richtete dort 1831 eine Mal- und Zeichenschule für Mädchen ein. 1839 reiste sie nach München, wo sie auch Werke ausstellte, und 1846 nach Triest. Ihr letztes bekanntes Werk ist auf 1849 datiert. Sie starb danach vermutlich in Italien.

## Werk
Therese Eissl malte vor allem Historienbilder sowie religiöse Motive, teils im Auftrag der Kirche. Sie war als Kopistin alter Meister tätig, schuf aber auch eigene Kompositionen. Sie kopierte unter anderem Rubens, Sassoferrato, Paolo Veronese, Carlo Dolci (Cäcilia), Carlo Cignani (Madonna) und Antonio da Correggio (Christus). Eine großformatige Kopie von Correggios Gemälde Die Heilige Nacht befand sich lange Zeit anonym in der Sammlung der Neuen Galerie Graz, bevor es Eissl zugewiesen werden konnte. Neben Gemälden gehören auch Kunststickereien zu ihrem Gesamtwerk.
Werke (Auswahl)
- Heilige Nacht / Anbetung der Hirten (nach Correggio), 1828, Öl auf Leinwand, 258 × 190 cm, Neue Galerie Graz
- Selbstporträt, 1829, Öl auf Leinwand, 72,5 × 55,8, Klassik Stiftung Weimar
- Selbstporträt nach obigem Ölgemälde, Lithografie auf Papier (erschienen in August Sauer (Hrsg.): Goethe und Österreich. Weimar 1902), 12,8 × 10 cm, Steiermärkische Landesbibliothek, Graz
- Maria Gärtnerin, 1830, Öl auf Leinwand, 102,5 × 74 cm, Franziskanerkloster Graz
- Glaube, Hoffnung und Liebe, Stickerei in Grau
- Die heilige Familie (nach Rubens), Stickerei in farbiger Seide

## Ausstellungen (Auswahl)
- 1826: Akademie St. Anna, Wien
- 1828: Prager Akademie
- 1849: Hubner’sche Kunst und Musikalienhandlung, Graz
- 2020: Ladies first! Künstlerinnen in und aus der Steiermark 1850–1950, Neue Galerie Graz